# 金盆镇 (新田县)
金盆镇，原为金盆圩乡，是中华人民共和国湖南省永州市新田县下辖的一个乡镇级行政单位。

## 行政区划
金盆镇下辖以下地区：
陈晚村、金盆窝村、陈维新村、云砠下村、下塘窝村、青山坪村、陈继村、骆铭孙村、骆伯二村、河三岩村、徐家铺村、徐家村、新民村、刘志孙村、李进村、李千二村、大坪村、和平村、奉家村和黎加湾村。

## 中国传统村落
2013年8月，河山岩村被评为第二批中国传统村落。